# Sonseca
Sonseca es un municipio y localidad española de la provincia de Toledo, en la comunidad autónoma de Castilla-La Mancha. Cuenta con una población de 11 328 habitantes (INE 2024).

## Toponimia
El prefijo "son" podría proceder del apócope de font, fonte o fontes que a su vez deriva del latín "fonte sica" que significa fuente seca o fuentes que no manan, como podrían ser los numerosos pozos existentes en las huertas de su término municipal. De acuerdo con ello, coincidiría con poblaciones citadas en la comarca durante los siglos XI y XII como Fonte Sicca, Fontes, Selcal, o Fonte de Yuncar.

## Geografía
El municipio de Sonseca se encuentra en la provincia de Toledo, en la comunidad autónoma de Castilla-La Mancha, a unos 30 km al sur de la capital provincial, Toledo, y a 100 km de Madrid. Limita con los términos municipales de Ajofrín, Orgaz y Mazarambroz, todos ellos en la provincia de Toledo.
| Noroeste: Mazarambroz | Norte: Ajofrín   | Nordeste: Orgaz |
| Oeste: Mazarambroz    |                  | Este: Orgaz     |
| Suroeste: Mazarambroz | Sur: Mazarambroz | Sureste: Orgaz  |

La extensión de su término municipal es de 60,27 km². La altitud del norte del municipio es de aproximadamente 754 m sobre el nivel del mar, aunque la altitud varía ligeramente en las zonas cercanas a los Montes de Toledo, donde el terreno presenta un suave ascenso hacia el sur. Sonseca se encuentra en una región predominantemente llana, propia de la submeseta sur, pero la cercanía a las montañas le otorga una ligera variación en su relieve.

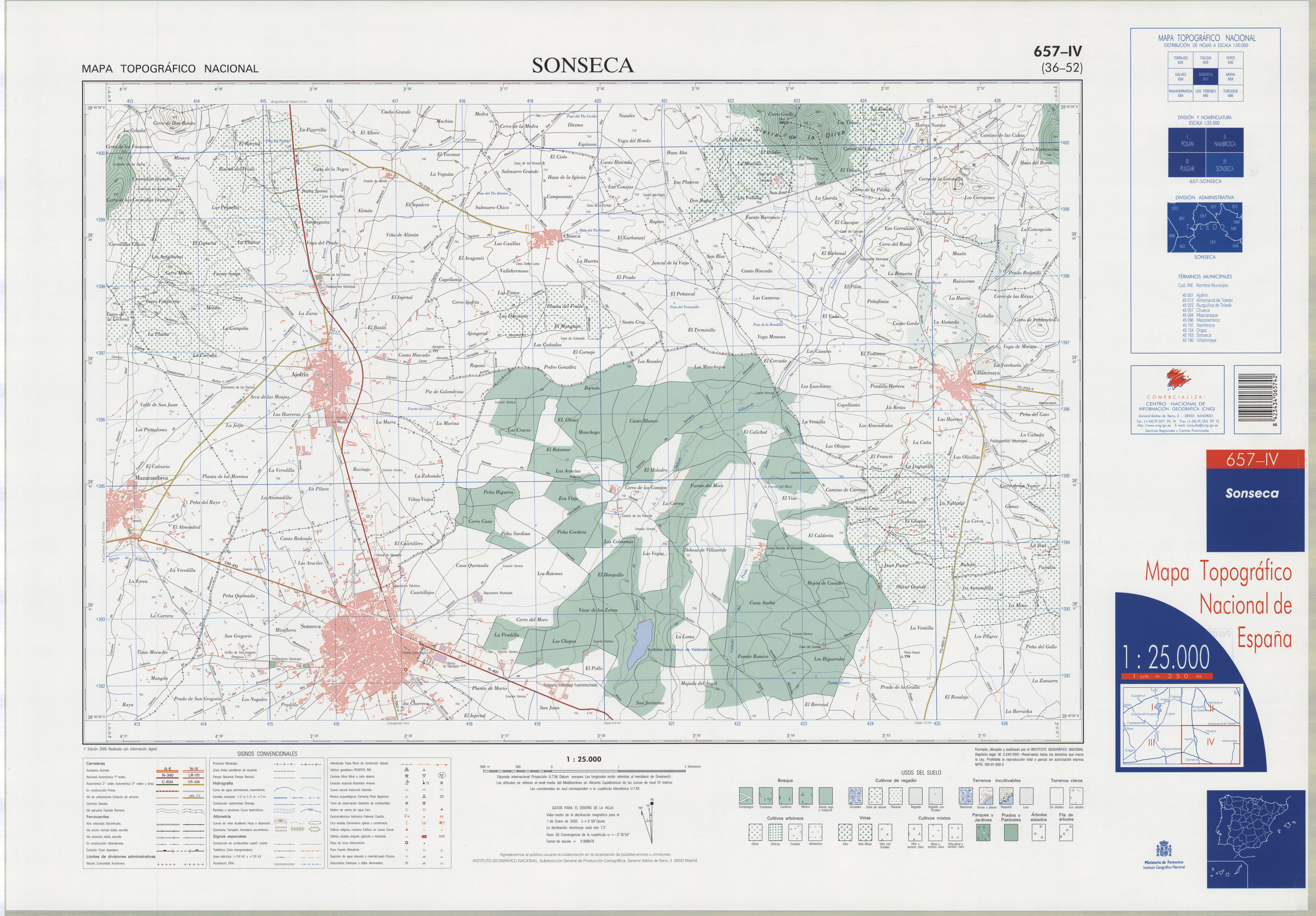
Mapa de Sonseca (IGN)

Sonseca se encuentra políticamente en la Comarca de los Montes de Toledo, con capital en Los Yébenes. Sonseca es el municipio más poblado de dicha comarca. De forma histórica y geográfica, pertenece a La Sisla, de la cual es su capital y principal núcleo.
El municipio de Sonseca lo conforman dos núcleos, por un lado el de Sonseca, y por otro la pedanía de Casalgordo, ubicado al suroeste del municipio, que fue un municipio independiente hasta 1853, que actualmente cuenta con escasa población.

### Relieve

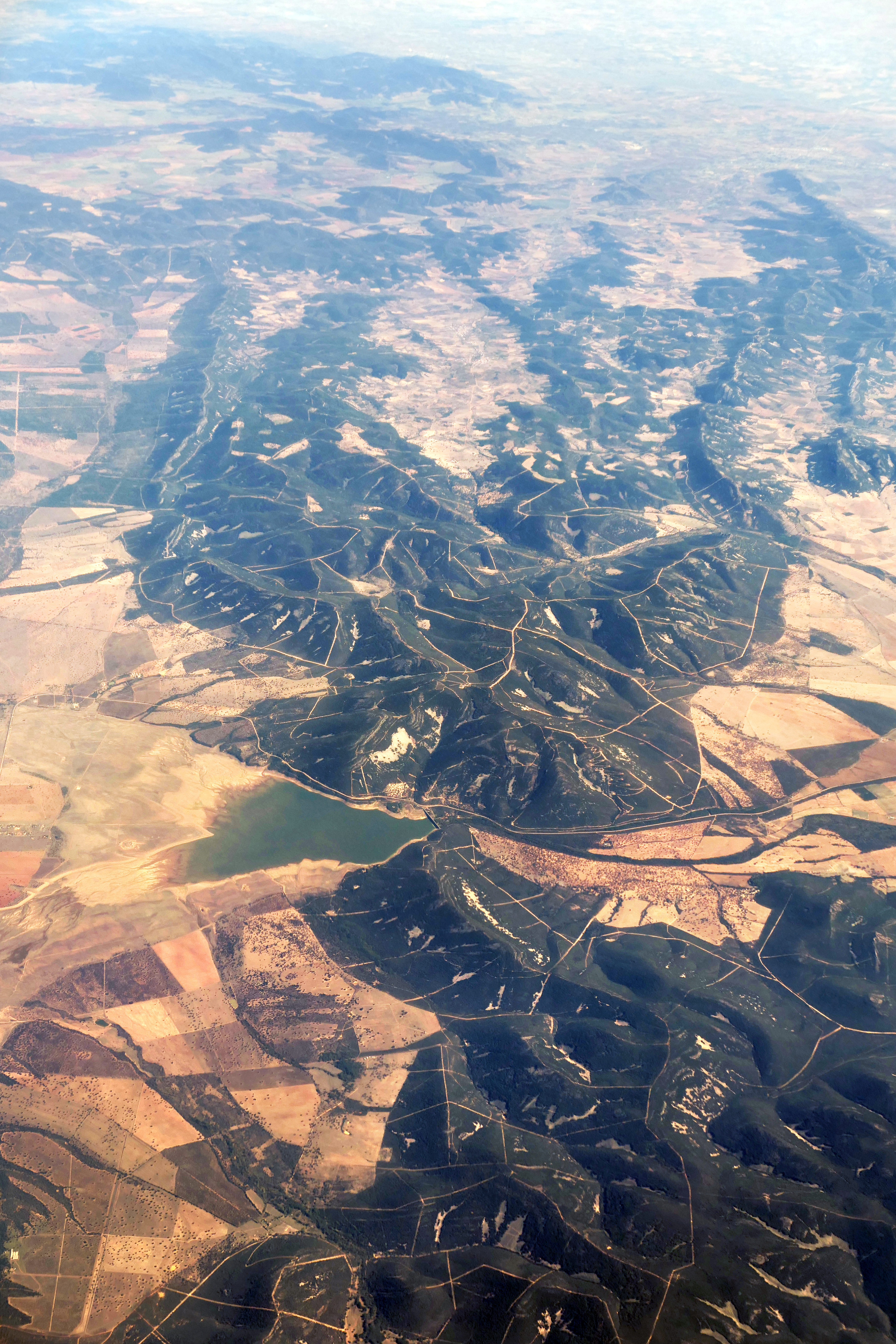
Montes de Toledo

Sonseca ocupa una superficie de 60,27 km², un poco inferior a la media provincial que es de 75, 33 kilómetros cuadrados, pero ligeramente superior a la media nacional que es de 58,31 kilómetros cuadrados. El municipio se encuentra en un valle ligeramente inclinado hacia el este. El relieve es poco accidentado y la altitud media oscila entre los 700 y los 800 metros. Su relieve se caracteriza principalmente por ser mayormente llano, típico de la submeseta sur, lo que le otorga una topografía bastante uniforme en gran parte de su territorio. La altitud del municipio es de unos 754 metros sobre el nivel del mar. El núcleo urbano se encuentra a una altitud de 756 metros, uno de los más bajos de todo el municipio. Esto sitúa a Sonseca en una zona que no presenta grandes variaciones de altitud, pero sí una ligera inclinación hacia el sur.
A medida que se avanza hacia el sur de Sonseca, el relieve se vuelve más accidentado, especialmente en las proximidades de los límites con Mazarambroz y los Montes de Toledo, lo que aporta un contraste interesante con las zonas más planas del centro y norte del municipio. Estas pequeñas elevaciones también contribuyen a la diversidad de ecosistemas en la zona, con áreas de pastoreo y vegetación más variada que enriquecen el paisaje de Sonseca. En general, el relieve de Sonseca es una mezcla de terrenos llanos y suaves colinas que se complementan con las formaciones montañosas cercanas, lo que le otorga una gran diversidad geográfica dentro de un entorno relativamente uniforme. Aquí se encuentra El Berrocal, la zona más alta del municipio con 895 metros, en la frontera con Mazarambroz.

### Hidrografía
En cuanto a la hidrografía de Sonseca, el municipio no cuenta con una red fluvial de gran importancia, pero sí posee varios arroyos que atraviesan su territorio, los cuales tienen un papel destacado en la configuración de su paisaje y en la delimitación de sus fronteras naturales. Entre los arroyos más relevantes se encuentran el arroyo de Casalgordo, el arroyo de Cochino, el arroyo de Zarzalejo, el arroyo de Colmenarito, el arroyo de los Alamillos y, especialmente, el arroyo de Casalgordo y el arroyo del Guajaraz, que es el de mayor tamaño y marca gran parte de la frontera con el municipio de Mazarambroz. Este arroyo es un elemento importante en la hidrografía local, pero cabe señalar que, debido a las características climáticas de la región, con veranos calurosos y precipitaciones escasas, el arroyo del Guajaraz suele estar seco durante gran parte del año, lo que limita su caudal.

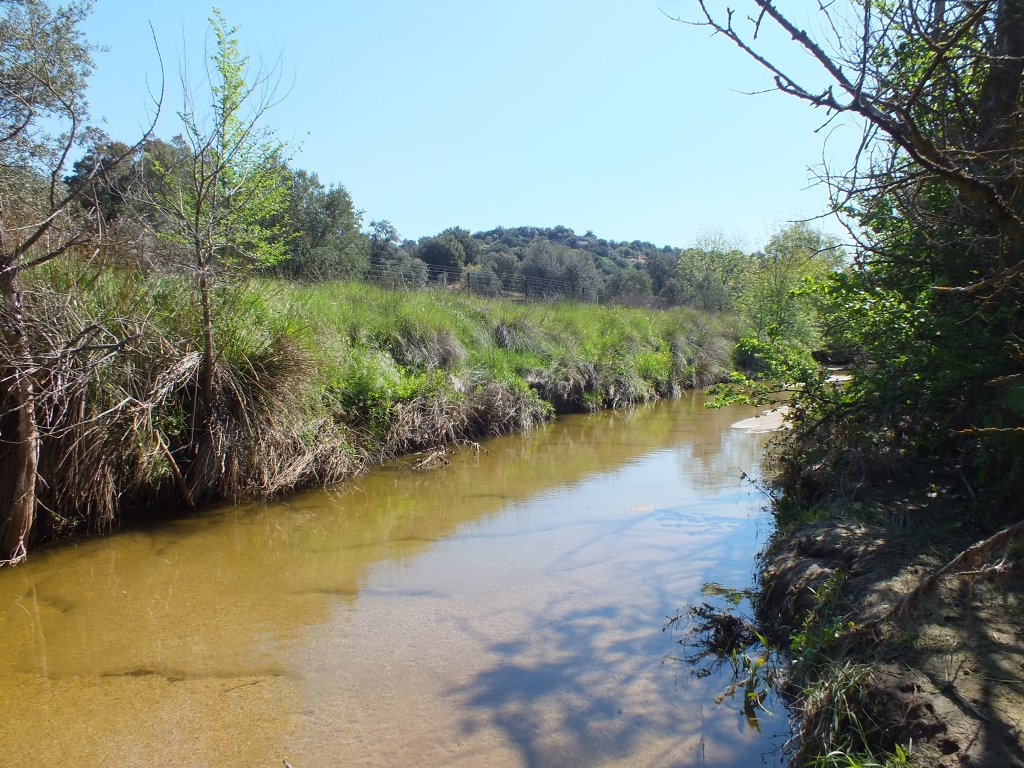
Arroyo Guajaraz

La red fluvial de Sonseca se divide en dos cuencas principales: una que vierte sus aguas al arroyo de Arisgotas, que limita al este del municipio, y otra que lo hace al arroyo de Guajaraz, en el lado oeste. Dentro de la cuenca del Guajaraz, se encuentran otros arroyos de menor importancia, como el arroyo de los Alamillos y el arroyo de Minilla. Estos arroyos, aunque no son tan conocidos ni tan grandes, contribuyen a la circulación del agua en la región.
Por otro lado, los arroyos más conocidos por los habitantes de la zona discurren principalmente al sur de Casalgordo y desembocan en el arroyo de Arisgotas. Entre ellos se encuentran el arroyo del Cochino, el arroyo de Colmenarito, el arroyo de Zarzalejo y, sobre todo, el arroyo de Casalgordo, también conocido como arroyo de Valhermoso, que tiene su origen en La Estrella. Estos arroyos son de gran importancia para la zona, tanto por su contribución al paisaje como por su influencia en las actividades agrícolas y ganaderas locales.
En cuanto al abastecimiento de agua potable, Sonseca depende de una combinación de fuentes para cubrir las necesidades de su población. El agua para consumo humano proviene de diferentes fuentes, como ríos, embalses, canales, galerías y pozos. La media de consumo de agua por habitante en el municipio es de aproximadamente 151,84 litros por persona al día, lo que refleja un consumo moderado en relación con otras zonas. Esta red de abastecimiento es clave para el desarrollo y la vida diaria de los habitantes de Sonseca, especialmente en una región donde los recursos hídricos son limitados y deben ser gestionados de manera eficiente.

### Clima
El clima de Sonseca es similar al de otras localidades de la comarca, con un clima semiárido frío (BSk) según la clasificación climática de Köppen. Las precipitaciones son escasas, concentrándose principalmente en primavera y a finales del otoño, con una acusada sequía durante el verano y una importante oscilación térmica diaria.
Los inviernos son frescos, con heladas frecuentes, aunque más moderadas que en otras zonas del interior de la península. En los veranos, las temperaturas alcanzan máximas que superan ocasionalmente los 40 °C. Según datos meteorológicos de la región, las horas de sol anuales son muy altas, lo que contribuye a un clima caluroso y seco durante gran parte del año.

## Historia
En el entorno de Sonseca se documentan restos de comunidades calcolíticas y de la Edad del Bronce. El hallazgo más relevante procede del yacimiento de Laborcillas, donde apareció un cráneo humano datado en torno al 2500–2000 a. C., conservado en el Museo Arqueológico Nacional. En el paraje de El Horquillo, en la Dehesa de Villaverde, se han encontrado fragmentos cerámicos campaniformes y no campaniformes del Calcolítico final o transición al Bronce Inicial. También se han registrado materiales dispersos en áreas próximas, como Arisgotas, que evidencian asentamientos seminómadas basados en agricultura de secano y ganadería extensiva.
Durante la Segunda Edad del Hierro la zona quedó integrada en el ámbito de la Carpetania. Estos pueblos prerromanos se asentaron en cerros fortificados, practicaron agricultura cerealista avanzada y ganadería de ovicaprinos, y produjeron cerámica torneada y manual. Su cultura dominó la región hasta la llegada de Roma en 179 a. C.
Tras la conquista de la Carpetania en el año 179 a. C., la zona de Sonseca quedó incorporada al ámbito romano, quedando integrada primero en la provincia Tarraconensis y, tras la reforma de Diocleciano en el año 298, en la Cartaginensis, bajo la órbita de Toletum. La zona se benefició de una red de ramales secundarios que enlazaban con las calzadas Toletum–Corduba y Toletum–Emerita Augusta, facilitando la salida de productos como cereal, aceite y lana hacia los mercados del valle del Tajo. La economía local se transformó con una agricultura cerealista intensiva y la ganadería ovina, sustentadas en infraestructuras hidráulicas que aseguraban el riego.
Sonseca ha sido además relacionada con el topónimo romano Vicius Viciarius, lo que indicaría la existencia de un asentamiento o vicus de carácter rural en época romana. En el paraje de La Mezquitilla, en el prado homónimo, se han hallado restos de una gran villa rústica que estuvo activa entre el Alto y el Bajo Imperio, organizada como un latifundio con zona residencial, graneros y lagares para la producción de vino, aceite y grano. Entre los materiales recuperados aparecen muros de mampostería, fragmentos de terra sigillata, ánforas y cerámica común, además de denarios de época de Adriano. Destaca una inscripción en piedra con el texto: “Bandu/e · It(obrigo ?) · Vic/iesi · ex / voto · Ti/omace · pos(uit)”, interpretada como “Tiomece le puso este exvoto a Bándula Itóbrico Vicense”. A este contexto se suman las presas de Alcantarilla y Vallehermoso, infraestructuras destinadas a la regulación hidráulica y que abastecían a Toletum y La Mezquitilla.
Tras la invasión musulmana de la península, Sonseca fue poblada por mozárabes y árabes, quienes construyeron la Torre Tolanca. Desde la Edad Media perteneció al señorío municipal de la ciudad, y vecinos y monasterios de Toledo tuvieron en la localidad numerosas propiedades, como el monasterio de Santo Domingo el Real; hasta que en 1629 adquiere el título de villa, tras endeudarse con importante cantidad, consiguiendo la independencia de Toledo, y fue así como pasó a la jurisdicción realenga.
Al no poder hacer frente a dichos pagos, en el año 1640 los habitantes de la población concretaron la venta del señorío, jurisdicción y vasallaje con el portugués Duarte Fernández Acosta, siendo este el primer señor del Señorío de Sonseca. Su hijo Álvaro tomaría posesión de la villa en 1641.
Aparece descrita en el tomo catorce del Diccionario geográfico-estadístico-histórico de España y sus posesiones de Ultramar de Pascual Madoz de la siguiente manera:

SONSECA: v. con ayunt. en la prov. y dióces. de Toledo (9 leg.), part. jud. de Orgaz (1), aud. terr. de Madrid (15), c. g. de Castilla la Nueva: sit. en un pequeño valle al N. de las sierras en que dan principio los montes de Toledo; es de clima destemplado, reinan los vientos N. y E., y se padecen reumas, epilepsias y afecciones gástricas: tiene 550 casas, la de ayunt. con cárcel, escuela de primeras letras dotada con fondos públicos, a la que asisten 100 alumnos; 3 privadas de niñas sostenidas por suscripción en las que se educan 60; igl. parr. (San Juan ante portam Latinam) con curato de término y de provisión ordinaria; ermitas de Ntra. Sra. de los Remedios y de la Vera Cruz; otra en las afueras con la advocación de San Sebastián; a 1/2 leg. la de San Gregorio, al O. a 200 pasos de la v., el cementerio: se surte de aguas potables en pozos dentro y fuera del pueblo, que las tienen algo crudas aunque dulces: en sus inmediaciones hay un paseo con 60 árboles nuevos. Confina el térm. por N. con el de Ajofrín; E. Orgaz y Casalgordo; O. Mazarambroz, extendiéndose de N. a S. y de E. a O., siendo de notar que el térm. de Orgaz toca con el de este pueblo, y comprende la torre de vigía llamada de Loranca: hay muchas canteras de las que se sacan piedras para obras; terrenos de secano para sembradura, pastos, viñas; tierra arenisca de poca sustancia y escaso rendimiento, con norias en algunos pedazos. Los usos vecinales se hacen con los pueblos inmediatos: el correo se recibe en Toledo por valijero tres veces a la semana. prod.: trigo, cebada, centeno, algarrobas, guijas, garbanzos, vino, poco aceite; se mantiene ganado lanar, vacuno y algunas yeguas. ind. y comercio: una fáb. de paños bastos, un molino de chocolate y algunas calderas de aguardiente; se exporta el vino y se celebra una feria en septiembre, en la que se presentan paños, sombreros, platerías, juguetes y otros géneros. pobl.: 408 vec., 2.719 alm. cap. prod.: 2.719,362 rs. imp.: 107,980. contr.: según el cálculo oficial de la prov. 14’48 por 100. presupuesto municipal: del que se pagan 4.100 rs. al secretario por su dotación y se cubre con 25.740 rs. por ingresos de propios, y el resto por repartimiento vecinal. Este pueblo fue ald. de Toledo y se hizo villa en 1629.
(Madoz, 1849, pp. 505-506)

Durante estos siglos, y sobre todo en el siglo XVIII se desarrolló su industria textil, durante el siglo XIX se instalaron los primeros obradores de mazapán, y en la década de 1950 el emprendedor empresario Antonio Moraleda dio lugar a la extendida industria del mueble de Sonseca, sectores industriales principales del desarrollo del municipio.

## Demografía
Cuenta con una población de 11 328 habitantes (INE 2024).
| Gráfica de evolución demográfica de Sonseca entre 1842 y 2021 |
| |
| Población de derecho según los censos de población del INE Población de hecho según los censos de población del INEEn estos censos se denominaba Sonseca con Casalgordo: 1860, 1877, 1887, 1897, 1900, 1910, 1920, 1930, 1940, 1950 y 1960 Entre el censo de 1857 y el anterior, crece el término del municipio porque incorpora a 455002 (Casalgordo) |

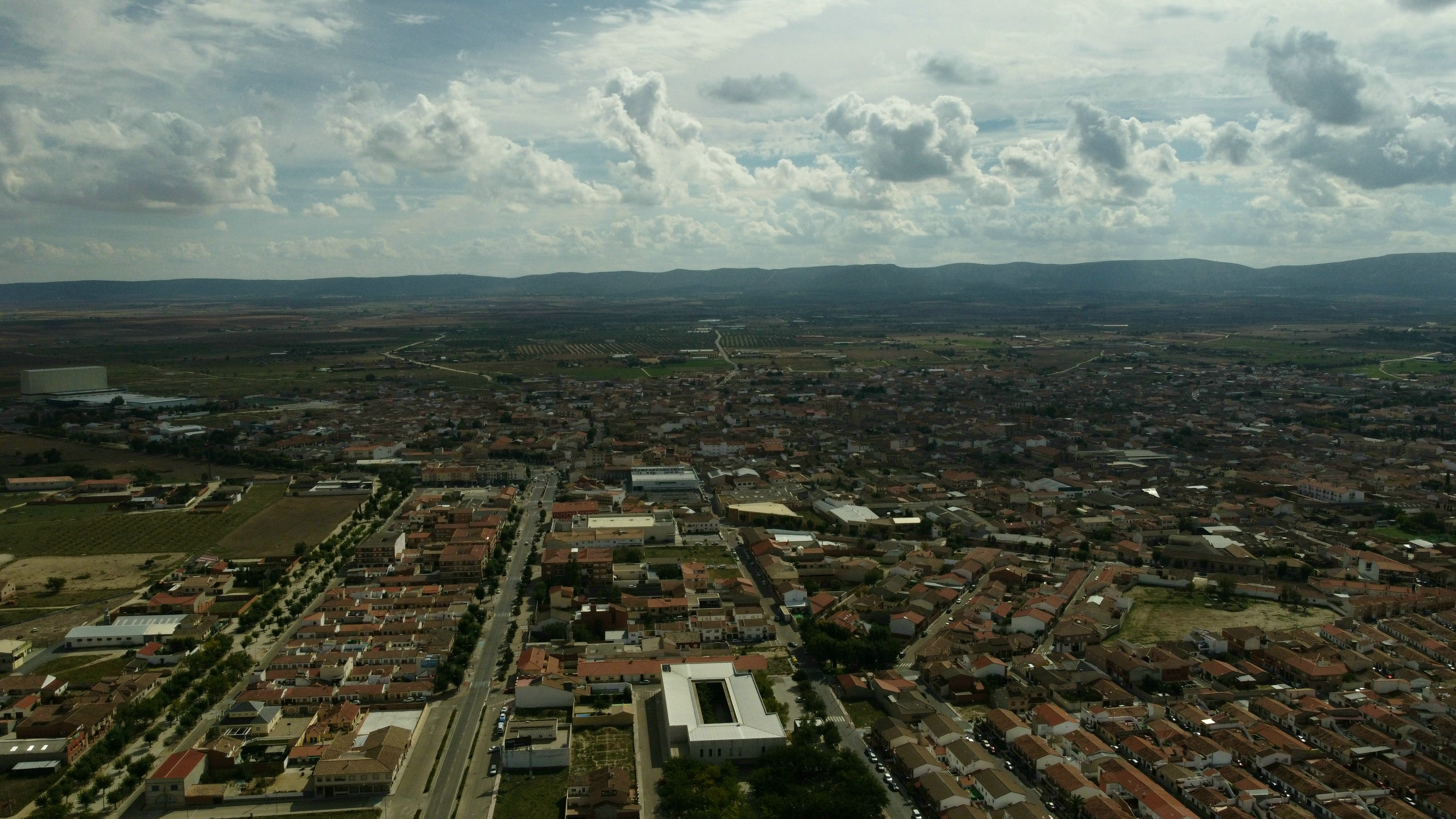
Sonseca desde el aire

Sonseca siempre ha aparecido en la lista de ciudades con mayor número de índice de inmigración. Estando a la altura de ciudades como Valencia o Murcia entre otras.
Su población es de 11 328 habitantes (INE 2024), tratándose de la novena localidad más poblada de la provincia tras Toledo, Talavera de la Reina, Illescas, Seseña, Torrijos, Ocaña, Fuensalida y Yuncos.
Además Sonseca, debido a su amplio entramado industrial, consta de un gran número de población flotante de las localidades y comarcas limítrofes, ampliándose esta en temporada de producción de mazapanes y turrones. Se calcula que aproximadamente la ciudad genera unos 10 000 puestos de trabajo en temporada alta.

## Urbanismo

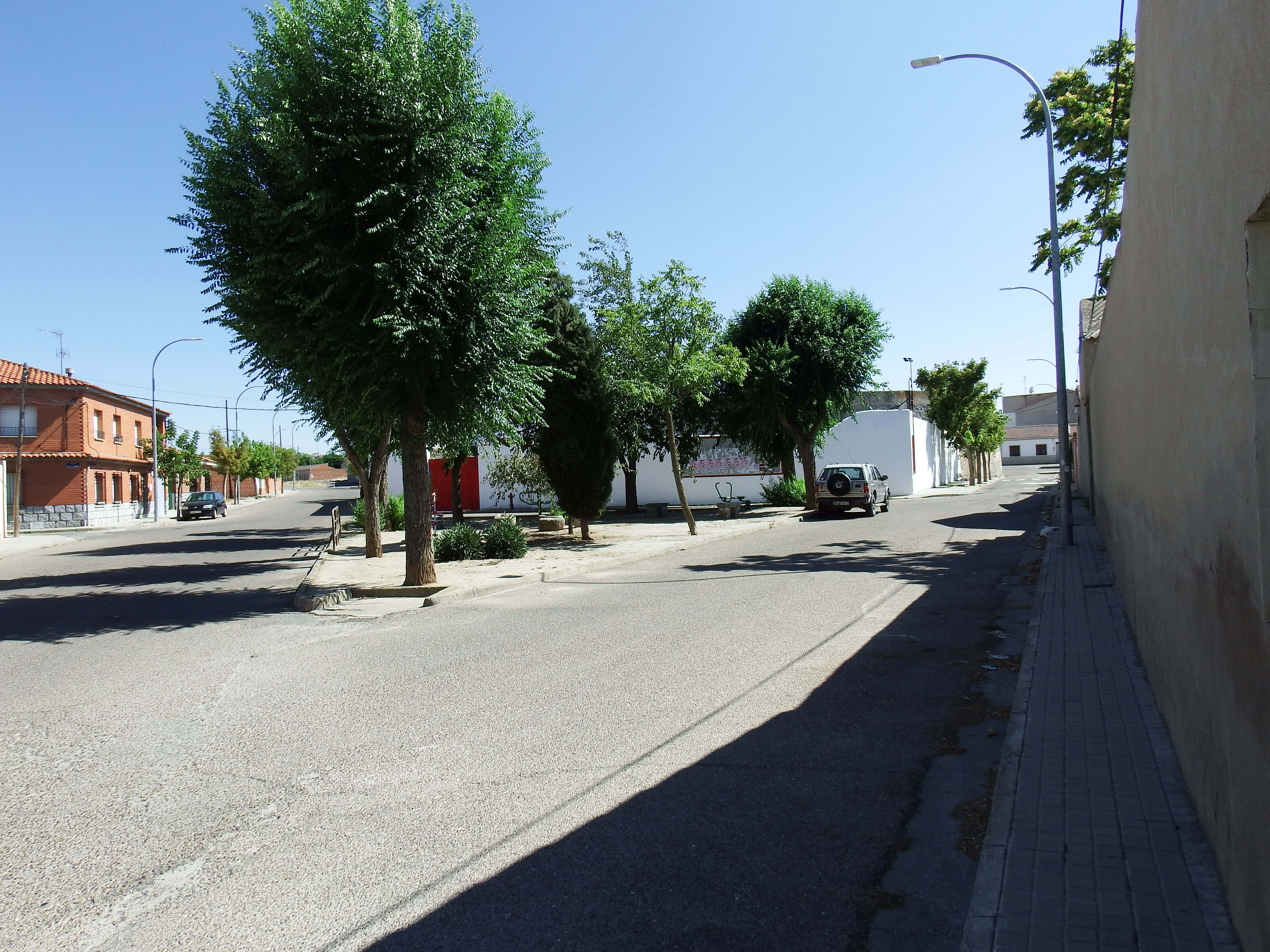
Calle en Sonseca

La superficie urbana de Sonseca se encuentra principalmente al norte del municipio, donde se ha producido un notable crecimiento debido al aumento de la población en los últimos años. Este crecimiento ha dado lugar a una expansión urbana que se extiende más allá de las zonas tradicionales del pueblo. Las urbanizaciones más recientes se localizan principalmente en el oeste, noroeste y norte, lo que ha permitido que el municipio se expanda hacia nuevas áreas, con la construcción de viviendas y la mejora de infraestructuras.
Una de las características más destacadas de Sonseca es su expansión dispersa. A diferencia de otros municipios donde el crecimiento urbano se concentra alrededor de la plaza mayor o de la calle principal, Sonseca no sigue este patrón. El pueblo no está centralizado, lo que significa que no todo el desarrollo se agrupa cerca de la vía principal. De hecho, la plaza del pueblo, que es uno de los puntos más emblemáticos, no se encuentra en el centro geográfico de la localidad, sino que está ubicada al este de la localidad, lo que le da un carácter algo particular en comparación con otros pueblos de la región. De hecho, la plaza se encuentra más cerca del término de Orgaz, que de las zonas occidentales del pueblo.

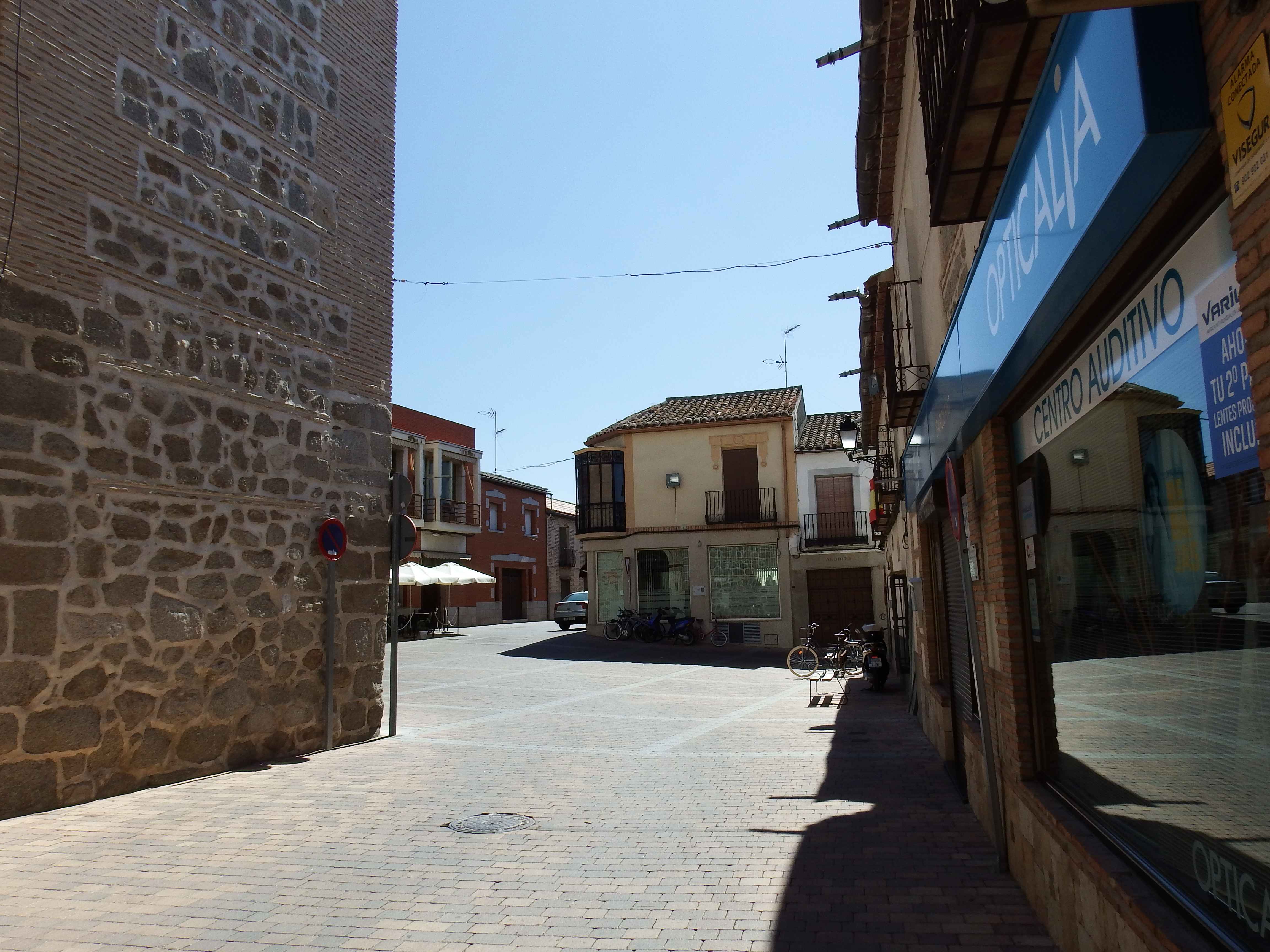
Zona del casco histórico

El municipio está bien comunicado gracias a una red de carreteras que lo conectan con otras localidades cercanas y con la capital provincial, Toledo. A través de la N-401, que atraviesa el municipio de sur a norte, Sonseca tiene acceso directo a importantes vías de comunicación. Además, la N-401a, la CM-410 y la CM-4022 facilitan el acceso a otras áreas cercanas, mientras que la TO-3225 conecta Sonseca con Casalgordo, lo que permite una comunicación eficiente con otras localidades de la comarca. Estas carreteras son fundamentales para el crecimiento del municipio, ya que no solo facilitan el transporte de los habitantes, sino que también favorecen el acceso a servicios, comercios y otras infraestructuras importantes.
Sonseca cuenta con varias urbanizaciones consolidadas en las últimas décadas. La unidad de actuación “Los Pozos” se aprobó definitivamente el 7 de agosto de 2024 y permitió la urbanización de viales, alcantarillado, redes de saneamiento y zonas verdes en la Calle de los Pozos. El Plan de Actuación Urbanizadora “Peñamiel III” obtuvo aprobación definitiva el 20 de octubre de 2009, dotando de infraestructura y suministro eléctrico a 25 parcelas para chalés unifamiliares. El Plan Parcial del Sector “Peñamiel II” fue autorizado el 6 de mayo de 2003 por la Comisión Provincial de Urbanismo de Toledo, poniendo en marcha la construcción de viviendas unifamiliares gestionadas por la Cooperativa Peñamiel II. Asimismo, el Proyecto de Reparcelación Forzosa del Sector “San Gregorio II” se aprobó definitivamente el 2 de marzo de 2023, aunque todavía está pendiente de la recepción de las últimas obras de urbanización.
En los últimos meses se han iniciado nuevos desarrollos pendientes de ejecutar. El 17 de febrero de 2025 se sometió a información pública el Proyecto de Reparcelación Voluntaria de la UA “Pedro de Heredia”, que prevé más de cuarenta viviendas, espacios libres y equipamientos. Por su parte, a comienzos de mayo de 2025 el Ayuntamiento inició el expediente para la modificación puntual de las Normas Subsidiarias que regulará la futura urbanización de la Unidad de Actuación 1 A (“Zona Norte”), incluyendo el diseño de calles, plazas y zonas verdes.
Entre los proyectos planeados que no llegaron a culminarse, destaca un Plan Parcial aprobado en 1989 para 165 viviendas, cuyo expte. nunca se desarrolló y quedó archivado tras varios años de tramitación. De este modo, la evolución del urbanismo en Sonseca ha combinado sectores consolidados, nuevas actuaciones en curso y revisiones de planeamientos antiguos, configurando un crecimiento expansivo hacia el norte y oeste del municipio.

## Economía

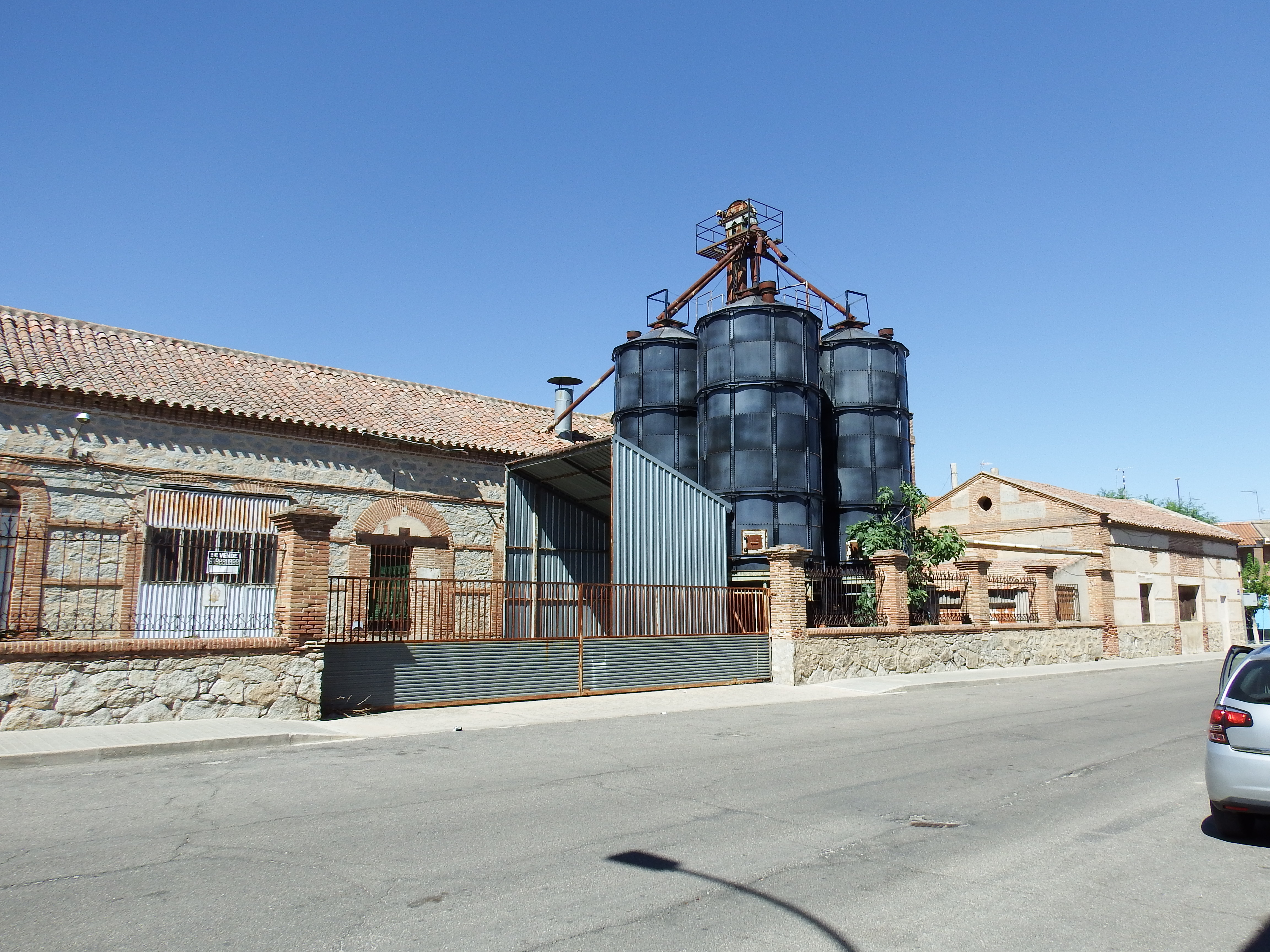
Antigua Fábrica de harina de Sonseca

Tradicionalmente, el municipio ha mantenido un fuerte sector industrial, destacando en la producción de mazapán y turrones, especialmente durante la temporada alta. Este sector alimentario es un pilar fundamental de la economía local, generando un número significativo de empleos y contribuyendo al reconocimiento de Sonseca a nivel nacional.
Además, Sonseca ha sido históricamente conocida por su industria textil. El sector del mueble también ha jugado un papel importante en la economía sonsecana, con una tradición que se remonta a la década de 1950.

## Administración y política
| Periodo   | Nombre                                                             | Partido | Partido |
| --------- | ------------------------------------------------------------------ | ------- | ------- |
| 1979-1983 | Vicente Sánchez Romero                                             |         | CPLD    |
| 1983-1987 | Juan Francisco Martín Ayuso                                        |         | PSOE    |
| 1987-1991 | Román Rojas Gómez                                                  |         | PSOE    |
| 1991-1995 | Antonio Cerrillo Fernández                                         |         | PSOE    |
| 1995-1999 | Antonio Cerrillo Fernández (13/12/98) Juan Carlos Palencia Sánchez |         | PSOE    |
| 1999-2003 | Juan Francisco Martín Ayuso                                        |         | PSOE    |
| 2003-2007 | Juan Francisco Martín Ayuso                                        |         | PSOE    |
| 2007-2011 | José Millán Álvarez de la Cuerda                                   |         | PP      |
| 2011-2015 | Francisco José García Galán                                        |         | PSOE    |
| 2015-2019 | Juan Carlos Palencia Sánchez                                       |         | PSOE    |
| 2019-2023 | Sergio Mora Rojas                                                  |         | PSOE    |
| 2023-act. | María Victoria Martín de San Pablo Sánchez                         |         | PP      |

### Resultados Electorales
Esta tabla muestra los resultados de las elecciones municipales en Sonseca, desde 1979 hasta 2023, en las que se presentan los votos, el porcentaje de votos y el número de concejales obtenidos por cada partido político. Los partidos ganadores de cada año están destacados en gris claro y se muestran en negrita para resaltar su victoria en esa contienda electoral. Las celdas correspondientes a los partidos no ganadores no llevan color para diferenciarlas.
| Partido político | Partido político | 2023  | 2023   | 2023       | 2019  | 2019   | 2019       | 2015  | 2015   | 2015       | 2011  | 2011   | 2011       | 2007  | 2007   | 2007       | 2003  | 2003   | 2003       | 1999  | 1999   | 1999       | 1995  | 1995   | 1995       | 1991  | 1991   | 1991       | 1987  | 1987   | 1987       | 1983  | 1983   | 1983       | 1979  | 1979   | 1979       |
| Partido político | Partido político | Votos | %      | Concejales | Votos | %      | Concejales | Votos | %      | Concejales | Votos | %      | Concejales | Votos | %      | Concejales | Votos | %      | Concejales | Votos | %      | Concejales | Votos | %      | Concejales | Votos | %      | Concejales | Votos | %      | Concejales | Votos | %      | Concejales | Votos | %      | Concejales |
| ---------------- | ---------------- | ----- | ------ | ---------- | ----- | ------ | ---------- | ----- | ------ | ---------- | ----- | ------ | ---------- | ----- | ------ | ---------- | ----- | ------ | ---------- | ----- | ------ | ---------- | ----- | ------ | ---------- | ----- | ------ | ---------- | ----- | ------ | ---------- | ----- | ------ | ---------- | ----- | ------ | ---------- |
|                  | PSOE             | 1.824 | 31,96% | 6          | 2.513 | 45,72% | 8          | 1.933 | 36,42% | 6          | 2.985 | 48,18% | 8          | 2.457 | 41,83% | 7          | 2.462 | 44,94% | 6          | 2.549 | 50,14% | 7          | 2.136 | 41,63% | 6          | 2.055 | 47,31% | 7          | 1.940 | 44,16% | 7          | 2.420 | 57,06% | 8          | 327   | 8,41%  | 1          |
|                  | PP               | 2.116 | 37,08% | 7          | 2.234 | 40,64% | 8          | 2.295 | 43,24% | 8          | 2.722 | 43,94% | 8          | 2.796 | 47,6%  | 9          | 1.948 | 35,56% | 5          | 1.874 | 36,86% | 5          | 2.066 | 40,27% | 5          | 1.514 | 34,85% | 5          | -     | -      | -          | -     | -      | -          | -     | -      | -          |
|                  | IU               | 876   | 15,35% | 2          | 521   | 9,47%  | 1          | 859   | 16,18% | 3          | 379   | 6,12%  | 1          | 351   | 5,98%  | 1          | 492   | 8,98%  | 1          | 502   | 9,87%  | 1          | 794   | 15,47% | 2          | 537   | 12,36% | 1          | 551   | 12,54% | 1          | -     | -      | -          | -     | -      | -          |
|                  | VOX              | 809   | 14,17% | 2          | -     | -      | -          | -     | -      | -          | -     | -      | -          | -     | -      | -          | -     | -      | -          | -     | -      | -          | -     | -      | -          | -     | -      | -          | -     | -      | -          | -     | -      | -          | -     | -      | -          |
|                  | CPLD             | -     | -      | -          | -     | -      | -          | -     | -      | -          | -     | -      | -          | -     | -      | -          | -     | -      | -          | -     | -      | -          | -     | -      | -          | -     | -      | -          | -     | -      | -          | -     | -      | -          | 1.809 | 46,54% | 6          |
|                  | UCD              | -     | -      | -          | -     | -      | -          | -     | -      | -          | -     | -      | -          | -     | -      | -          | -     | -      | -          | -     | -      | -          | -     | -      | -          | -     | -      | -          | -     | -      | -          | -     | -      | -          | 1.751 | 45,05% | 6          |
|                  | AP-PDP-UL        | -     | -      | -          | -     | -      | -          | -     | -      | -          | -     | -      | -          | -     | -      | -          | -     | -      | -          | -     | -      | -          | -     | -      | -          | -     | -      | -          | -     | -      | -          | 1.510 | 35,6%  | 4          | -     | -      | -          |
|                  | AP               | -     | -      | -          | -     | -      | -          | -     | -      | -          | -     | -      | -          | -     | -      | -          | -     | -      | -          | -     | -      | -          | -     | -      | -          | -     | -      | -          | 1.366 | 31,09% | 4          | -     | -      | -          | -     | -      | -          |
|                  | PCE              | -     | -      | -          | -     | -      | -          | -     | -      | -          | -     | -      | -          | -     | -      | -          | -     | -      | -          | -     | -      | -          | -     | -      | -          | -     | -      | -          | -     | -      | -          | 311   | 7,33%  | 1          | -     | -      | -          |
|                  | URI              | -     | -      | -          | -     | -      | -          | -     | -      | -          | -     | -      | -          | 156   | 2,66%  | 0          | 358   | 6,54%  | 1          | -     | -      | -          | -     | -      | -          | -     | -      | -          | -     | -      | -          | -     | -      | -          | -     | -      | -          |
|                  | CDS              | -     | -      | -          | -     | -      | -          | -     | -      | -          | -     | -      | -          | -     | -      | -          | -     | -      | -          | -     | -      | -          | -     | -      | -          | 174   | 4,01%  | 0          | 469   | 10,68% | 1          | -     | -      | -          | -     | -      | -          |
|                  | Podemos          | -     | -      | -          | 144   | 2,62%  | 0          | -     | -      | -          | -     | -      | -          | -     | -      | -          | -     | -      | -          | -     | -      | -          | -     | -      | -          | -     | -      | -          | -     | -      | -          | -     | -      | -          | -     | -      | -          |

### Deuda Viva
| Gráfica de evolución de la deuda viva del ayuntamiento en millones de euros entre 2008 y 2023 |
|                                                                                               |
| Deuda viva del ayuntamiento en millones de euros según datos de Datosmacro.com.               |

En 2023, la deuda por habitante en Sonseca ascendió a 123 €. La deuda total del municipio en ese año fue de 1.377 millones de euros. A lo largo de los últimos años, la deuda per cápita ha mostrado variaciones, destacando un aumento significativo en años anteriores, como en 2012, cuando alcanzó los 488 € por habitante.

## Cultura

### Patrimonio
- Los Arcos
- Torre Tolanca

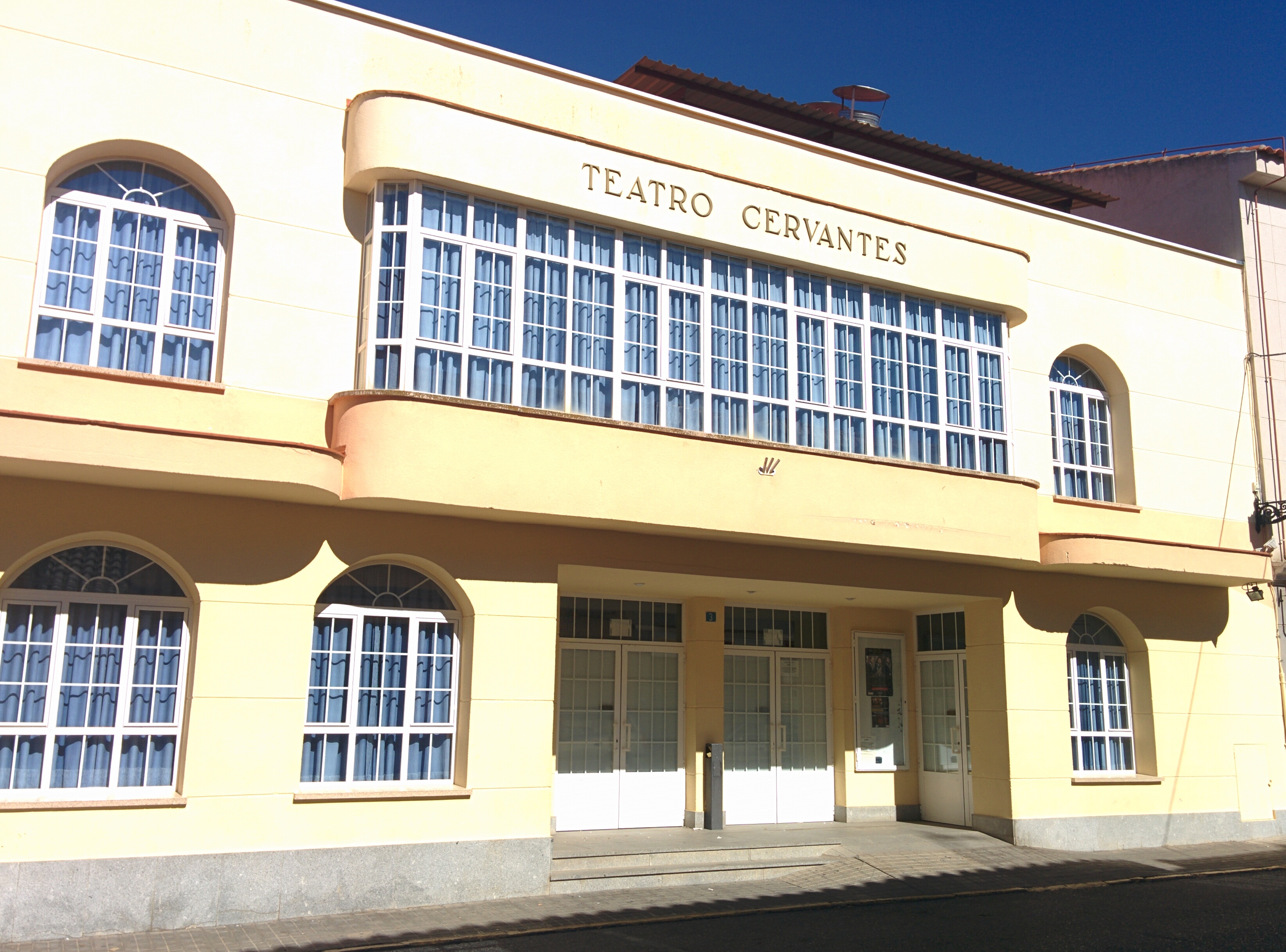
Teatro Cervantes

- Ruinas monasterio San Pedro de la Mata
- Casa Consistorial
- Iglesia parroquial de San Juan Evangelista
- Ermita Cristo de la Vera Cruz
- Ermita San Gregorio
- Ermita de la Virgen de los Remedios
- Ermita de la Salud
- Casa de las Cadenas
- Teatro Cervantes
- Estación Sismológica
- Presa Romana de Vallehermoso
- Presa Romana de Alcantarilla

### Fiestas
- 6 de mayo. San Juan Evangelista.
- Primer sábado posterior al 9 de mayo. Romería de San Gregorio Nacianceno.
- Tercer fin de semana de mayo. Feria chica.
- 8 de septiembre. Día de la Virgen de los Remedios.